# The Brandenburgs
The Brandenburgs è il dodicesimo album della flautista Berdien Stenberg.

## Tracce
1. Allegro Concerto No.1 – 4:36
2. Adagio Concerto No.1 – 3:35
3. Allegro Concerto No.1 – 5:10
4. Menuetto 2 Trios & Polacca – 7:50
5. Allegro Concerto No.2 – 5:33
6. Andante Concerto No.2 – 3:35
7. Allegro Assai Concerto No.2 – 3:06
8. Allegro Concerto No.3 – 6:26
9. Adagio Concert No.3 – 0:23
10. Allegro Concerto No.3 – 5:53